# Na Valech

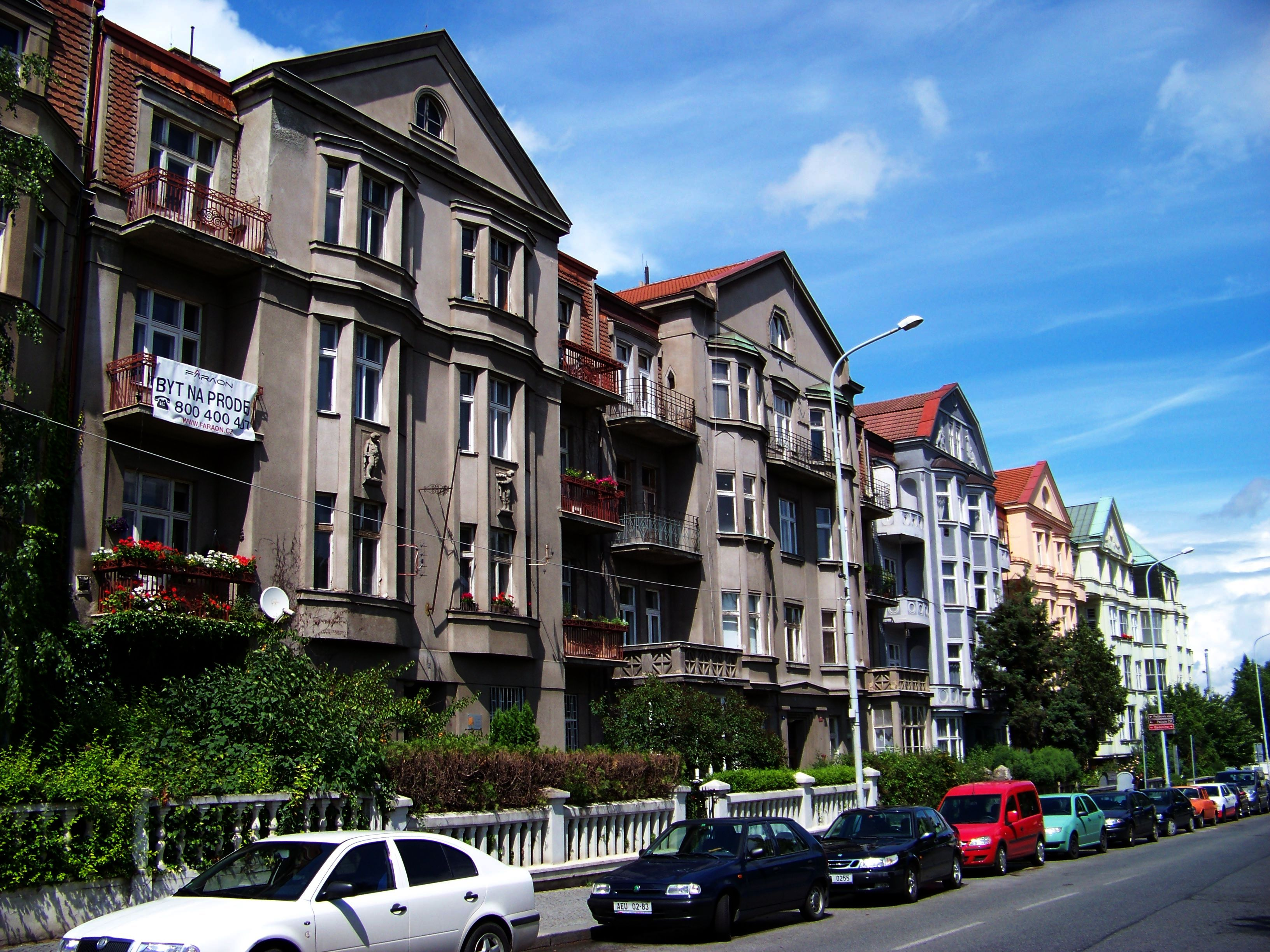
Die Prager Straße Na Valech

Die Straße Na Valech (deutsch Auf den Wällen) befindet sich in der Katastralgemeinde Hradčany (deutsch Hradschin) der tschechischen Hauptstadt Prag, die zu den Verwaltungsbezirken Prag 1 und Prag 6 gehört. Na Valech liegt im Bereich der alten und nur teilweise erhaltenen Stadtbefestigung Mariannenwehrmauer, die unweit der Straße südlich verläuft und Teil der früheren Befestigungsanlage von Prag ist. Ende des 19. Jahrhunderts wurde die Anlage abgerissen und die Straße na Valech angelegt.
In der Straße Na Valech befindet sich unter anderem das Gebäude des Verteidigungsministeriums Prag (mit der Postadresse Tychonova 221/1). Es ist ein Gebäude aus dem Ende des 19. Jahrhunderts. Davor waren dort Bildungseinrichtungen der Armee untergebracht, zuerst eine Kadettenschule; das neue Gebäude für diese Schule wurde nach dem Abriss der Bastion XV in den Jahren 1899–1900 erbaut.
Heute liegt Na Valech in einem eher luxuriösen Villenviertel mit Gebäuden von teils bekannten Architekten und mit vielen Gärten.